# Красносельцівське сільське поселення (Рузаєвський район)
Красносельці́вське сільське поселення (рос. Красносельцовское сельское поселение) — муніципальне утворення у складі Рузаєвського району Мордовії, Росія. Адміністративний центр — селище Совхоз "Красне Сельцо".

## Населення
Населення — 1643 особи (2019, 1694 у 2010, 1779 у 2002).

## Склад
До складу поселення входять такі населені пункти:
| Населений пункт                | Населення, осіб (2002) | Населення, осіб (2010) |
| ------------------------------ | ---------------------- | ---------------------- |
| Красне Сельцо, присілок        | 78                     | 77                     |
| Медведовка, селище             | 16                     | 9                      |
| Руський Шебдас, присілок       | 73                     | 70                     |
| Совхоз "Красне Сельцо", селище | 1552                   | 1478                   |
| Татарський Шебдас, село        | 60                     | 60                     |